# Chicago Film Critics Association Award/Bestes adaptiertes Drehbuch
Preis der Chicago Film Critics Association: Bestes adaptiertes Drehbuch
Gewinner (blau markiert) und Nominierte des Chicago Film Critics Association Awards in der Kategorie Bestes adaptiertes Drehbuch (Best Adapted Screenplay). Die US-amerikanische Filmkritikervereinigung gibt alljährlich Mitte Dezember ihre Auszeichnungen für die besten Filmproduktionen und Filmschaffenden des laufenden Kalenderjahres bekannt. Diese werden wie bei der Oscar- oder Golden-Globe-Verleihung aus fünf Nominierten ausgewählt.
Seit 2006 werden Preise in den Kategorien bestes adaptiertes Drehbuch und bestes Originaldrehbuch vergeben. Zwischen 1990 und 2005 existierte noch die Kategorie bestes Drehbuch.

## Preisträger
| Jahr | Preisträger                           | Autor(en)                                                       | Vorlage |
| ---- | ------------------------------------- | --------------------------------------------------------------- | --- |
| 2006 | Departed – Unter Feinden              | William Monahan                                                 | Film von Siu Fai Mak und Felix Chong                                                                                    |
| 2006 | Little Children                       | Todd Field und Tom Perrotta                                     | Der Roman Little Children von Tom Perrotta                                                                              |
| 2006 | Tagebuch eines Skandals               | Patrick Marber                                                  | Der Roman Notes on a Scandal von Zoë Heller                                                                             |
| 2006 | Robert Altman’s Last Radio Show       | Garrison Keillor                                                | Das Radiostück A Prairie Home Companion von Garrison Keillor                                                            |
| 2006 | Thank You for Smoking                 | Jason Reitman                                                   | Der Roman Thank You for Smoking von Christopher Buckley                                                                 |
| 2007 | No Country for Old Men                | Ethan und Joel Coen                                             | Roman von Cormac McCarthy                                                                                               |
| 2007 | Abbitte                               | Christopher Hampton                                             | Roman von Ian McEwan |
| 2007 | Into the Wild                         | Sean Penn                                                       | Das Buch Into the Wild von Jon Krakauer                                                                                 |
| 2007 | There Will Be Blood                   | Paul Thomas Anderson                                            | Der Roman Oil! von Upton Sinclair                                                                                       |
| 2007 | Zodiac – Die Spur des Killers         | James Vanderbilt                                                | Buch von Robert Graysmith                                                                                               |
| 2008 | Slumdog Millionär                     | Simon Beaufoy                                                   | Roman von Vikas Swarup                                                                                                  |
| 2008 | Der seltsame Fall des Benjamin Button | Eric Roth                                                       | Die Kurzgeschichte The Curious Case of Benjamin Button von F. Scott Fitzgerald                                          |
| 2008 | The Dark Knight                       | Jonathan Nolan und Christopher Nolan                            | Comic von Bob Kane |
| 2008 | Glaubensfrage                         | John Patrick Shanley                                            | Das Theaterstück Doubt von John Patrick Shanley                                                                         |
| 2008 | Frost/Nixon                           | Peter Morgan                                                    | Das Theaterstück Frost/Nixon von Peter Morgan                                                                           |
| 2009 | Up in the Air                         | Jason Reitman & Sheldon Turner                                  | Roman Up in the Air von Walter Kirn                                                                                     |
| 2009 | An Education                          | Nick Hornby                                                     | Das Buch An Education von Lynn Barber                                                                                   |
| 2009 | Kabinett außer Kontrolle              | Jesse Armstrong, Simon Blackwell, Armando Iannucci & Tony Roche | Fernsehserie The Thick of It                                                                                            |
| 2009 | Der Informant!                        | Scott Z. Burns                                                  | Das Buch The Informant! von Kurt Eichenwald                                                                             |
| 2009 | Wo die wilden Kerle wohnen            | Spike Jonze & Dave Eggers                                       | Wo die wilden Kerle wohnen, ein Bilderbuch von Maurice Sendak                                                           |
| 2010 | The Social Network                    | Aaron Sorkin                                                    | |
| 2010 | True Grit                             | Ethan und Joel Coen                                             | Der Roman True Grit Charles Portis                                                                                      |
| 2010 | Winter’s Bone                         | Debra Granik und Anne Rosellini                                 | Der Roman Winter's Bone von Daniel Woodrell                                                                             |
| 2010 | Rabbit Hole                           | David Lindsay-Abaire                                            | Das Theaterstück Rabbit Hole von David Lindsay-Abaire                                                                   |
| 2010 | Toy Story 3                           | Michael Arndt                                                   | |
| 2011 | Die Kunst zu gewinnen – Moneyball     | Steven Zaillian und Aaron Sorkin                                | Der Roman Moneyball: The Art of Winning an Unfair Game von Michael Lewis                                                |
| 2011 | The Descendants                       | Alexander Payne, Nat Faxon und Jim Rash                         | Der Roman Mit deinen Augen von Kaui Hart Hemmings                                                                       |
| 2011 | Drive                                 | Hossein Amini                                                   | Roman Drive von James Sallis                                                                                            |
| 2011 | Hugo Cabret                           | John Logan                                                      | Das Kinderbuch Die Entdeckung des Hugo Cabret von Brian Selznick                                                        |
| 2011 | Dame, König, As, Spion                | Bridget O’Connor und Peter Straughan                            | Der Roman Tinker Tailor Soldier Spy                                                                                     |
| 2012 | Lincoln                               | Tony Kushner                                                    | Der Roman Team of Rivals: The Political Genius of Abraham Lincoln von Doris Kearns Goodwin                              |
| 2012 | Argo                                  | Chris Terrio                                                    | Vorlagen bilden Tony Mendez’ Buch The Master of Disguise und Joshuah Bearmans Artikel The Great Escape im Wired Magazin |
| 2012 | Beasts of the Southern Wild           | Lucy Alibar und Benh Zeitlin                                    | Das Theaterstück Beasts of the Southern Wild von Lucy Alibar                                                            |
| 2012 | Vielleicht lieber morgen              | Stephen Chbosky                                                 | Roman Vielleicht lieber morgen von Stephen Chbosky                                                                      |
| 2012 | Silver Linings                        | David O. Russell                                                | Der Roman Silver Linings Playbook von Matthew Quick                                                                     |
| 2013 | 12 Years a Slave                      | John Ridley                                                     | Twelve Years a Slave von Solomon Northup                                                                                |
| 2013 | Im August in Osage County             | Tracy Letts                                                     | Das Theaterstück Im August in Osage County von Tracy Letts                                                              |
| 2013 | Before Midnight                       | Richard Linklater, Julie Delpy und Ethan Hawke                  | |
| 2013 | Philomena                             | Steve Coogan und Jeff Pope                                      | Das Buch The Lost Child of Philomena Lee von Martin Sixsmith                                                            |
| 2013 | The Wolf of Wall Street               | Terence Winter                                                  | Die Autobiographie The Wolf of Wall Street von Jordan Belfort                                                           |